# Andrij Kułyk
Andrij Ołehowycz Kułyk (ukr. Андрій Олегович Кулик; ur. 18 grudnia 1998) – ukraiński zapaśnik startujący w stylu klasycznym. Brązowy medalista mistrzostw świata w 2022. 
Zajął piąte miejsce na mistrzostwach Europy w 2023. Trzeci w Pucharze Świata w 2022. Srebrny medalista MŚ wojskowych w 2025.
Wicemistrz Europy U-23 w 2021 roku.